# リサーチ・アドミニストレーター
リサーチ・アドミニストレーター（Research Administrator）とは、企業や大学、研究所などの高等教育研究機関において、研究面から経営・運営に直接的に関与する上級管理職、役員級職のことである。トップダウンの支配命令型リーダーではなく、調整管理型リーダーであるサーバント・リーダーとしての役割を担う役職である。大学におけるUA職（university Administrator）のひとつとしても捉えられる。
株式会社などの企業で言えば執行役員級の管理職であり、上級（シニア）職は取締役級の職位（例えば、最高技術責任者）である。現在、リサーチ・アドミニストレーターの一般的な日本語訳は存在せず、企業では、RA（Research Administrator）、大学や研究所などの高等教育研究機関では、URA（University Research Administrator）と呼ばれることが多い。本項においては、RA、URAとして記載する。

## 概要
RAは、欧米において企業研究を支える専門職として発展した。また、特にアメリカの大学機関では研究面での管理を行う専門職としてURAが発展した。企業研究者や大学研究者の研究管理や大型プロジェクトの獲得支援などはもとより、研究面から企業や大学経営・運営に参画する経営陣の立場でもある。
上級RA、上級URAは、社長や重役、学長や理事と同じ経営陣の一員として企業、大学経営・運営に直接的に携わる。上級RAは、取締役に該当する職である。また上級URAは、株式会社の職位で例えるならば、学長は代表取締役社長、理事は常務・専務取締役、上級URAは取締役といった感じである。
上級以外のRA、URAは経営陣の一翼を担うとともに首脳部の決定事項を執行する立場でもある。株式会社で例えるならば執行役員級の職位である。つまりRA、URAの職務と権限は経営陣のそれと同等であるといえる。
RA、URAは、研究面から企業、大学を経営・運営する役割を担うとともに、研究開発をも担うため、各研究員や経営陣、外部研究機関との連携を進め、取りまとめるサーバント・リーダーのような役割もある。

## 日本におけるRA
日本の企業におけるRAの導入はほとんど行われていない。RAの役割は、企業で言えば研究管理部のような存在と思われがちであるが、RAは企業の経営・運営に直接的に携わる職位のため、事務管理面の強い研究管理部に所属する職員とはかけ離れたものである。
上級RAは、最高技術責任者（CTO）に近い職務と職位である。

## 日本におけるURA
日本におけるURAは、2012年に文部科学省が「リサーチ・アドミニストレーターを育成・確保するシステムの整備」が実施されている。各大学では、URAの設置が進められているが、その認知度の低さから教育研究現場では、「研究の事務を手伝う人」と勘違いしている場合が多い。事実、教育研究現場からは、人手不足になった講座の事務処理を担う人材として求める「便利屋的」な見方がある。また、日本の大学の中にも上級URAはもともと大学首脳部の役員（本部長や機構長など）が兼務するだけの「お飾り的」な職位であったり、URAを事務職として処遇し、前述した事務的な業務に従事させること、教員の職階として教授（一講座の教授）より下位に捉える場合がある。これらは本来のURAの職務とはかけ離れたものであり、また職階に関しても大学経営・運営を担う役員級のURAと一講座の管理者でしかない教授（株式会社で言えば課長級）では大幅な開きがある。しかし、日本におけるURA導入は始まったばかりであることや大学経営陣も手探りであることなどから、海外のような本来のURAの職務を運用できないことが影響していると思われる。
ただし、日本の大学の中にも海外のURAと同様に大学経営の中枢にURAを置く事例もあり、これらは海外のURA制度に近いものである。
- 北海道大学の例：URAを総長が直接指揮する研究戦略室に配置されている。上級URAは、大学の教育研究力の国際化を推し進めるため、経営陣とともに重要な役職として任務を施行する役割を担っている。また、各URAが一般教員よりもより直接的・間接的に大学運営に携わっており、大学運営・経営に影響力が強い職位として配置されている。[5]。
- 岡山大学の例：学長が直接指揮する組織としてURA執務室が設置されており、経営陣への教育研究施策提言や重要ミッションを管理する大学経営・運営の中枢を担う役員級ブレーンとして極めて重要ポストとなっている。岡山大学URAは、科研費獲得支援や従来の研究推進・産学連携人材のようなサポート（支援）人材ではなく、大学を経営する研究系高度マネジメント人材として設置当初から明確にし、配置されている。また、キャリアパスでは既に複数のURAが大学執行部（副理事や副学長など）の役職に就任している。特に特筆すべき点は、他大学の場合、産業界の定年退職者が落下傘的に大学のURAに就き、その者が特任教授などの役として大学執行部に入ることがあるが、岡山大学の場合は、実際に同大学で育成した者を大学執行部に入れるという「育成・定着・キャリアアップ」を実施している点にある。40代でURAから副学長や副理事、本部長職に幾人も就任するという先進的なURAの運用をしている[6]。また、制度運用では、2012年の運用開始時から教員でも、事務職員でもない、完全に新設された本部付の「第三の職種」としてURAを設け、すべての学内規定を新設している。さらに働き方改革として、「企画業務型裁量労働制」を導入するなど、わが国のURA制度の先導的モデルとして極めて活発な運用を実施している[7]。